# جمعية اللعب الدولية
جمعية اللعب الدولية  منظمة دولية غير حكومية تأسست في الدنمارك في عام 1961، هدف المنظمة هو حماية حق الطفل في اللعب كحق أساسي من حقوق الإنسان والحفاظ عليه وتعزيزه، وفقاً للمادة 31 من اتفاقية الأمم المتحدة لحقوق الطفل .
في نوفمبر 1977 ، تم إصدار إعلان حق الطفل في اللعب . وقد تم تنقيحها من قبل مجلس IPA الدولي في فيينا، سبتمبر عام 1982.